# Katedra Sioni w Tbilisi
Katedra Sioni (gruz. სიონის ტაძარი, Sionis Tadzari) – katedra na Starym Mieście w stolicy Gruzji, Tbilisi. Jest jedną z najważniejszych świątyń Gruzińskiego Kościoła Prawosławnego. Do 2004 znajdowała się tam siedziba patriarchy Eliasza II, przeniesiona do soboru Trójcy Świętej.

## Historia

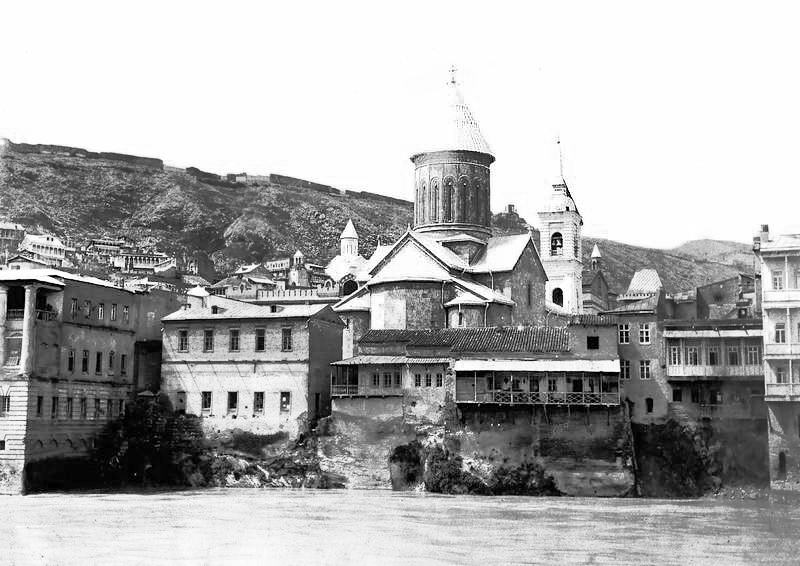
Katedra Sioni w 1890

Według legendy pierwszą świątynię chrześcijańską wzniósł na tym samym miejscu w V wieku król Kartli Wachtang I Gorgasali. Budowę kolejnej zapoczątkował w latach 570–580 Eristawi („gruzińska głowa narodu”) Guaram Kurapalati, a zakończył Eristawi Adarnese w roku 620. Wedle legendy obaj zasłużeni szlachcice zostali pochowani w katedrze. Jej nazwa wywodzi się od góry Syjon w Jerozolimie. Od czasu powstania, katedra była wielokrotnie niszczona i odbudowywana, dlatego nie można jej uznać za dzieło jednej epoki. Obecna konstrukcja pochodzi z przełomu XI i XII wieku (z późniejszymi zmianami). Uważa się, że została zrekonstruowana w roku 1122 przez króla Dawida IV Budowniczego. Podczas najazdu Mongołów w 1226, katedra ponownie została zniszczona na polecenie Dżalala Ed Dina, jednak szybko została odbudowana. Kolejnego zniszczenia doznała w roku 1386 podczas ataku wojska Tamerlana — odbudowana została podczas rządów (1412–1442) króla Aleksandra I Wielkiego. Katedra doznała zniszczenia w XVII wieku w czasie perskiego ataku; arcybiskup Elizeusz (Elise Saginaszwili) odbudował ją w 1657, ale w 1668 trzęsienie ziemi uszkodziło ponownie odnowiony budynek. Restauracji świątyni dokonał Wachtang VI w roku 1710, dokonując przy okazji zmian w dachu świątyni. Po raz ostatni katedra doznała zniszczenia w 1795 gdy szach Persji Agha Mohammad Chan Kadżar zrównał z ziemią Tbilisi. W XIX wieku była poddawana wielokrotnym naprawom. W latach 1980–1983 płytki katedry zostały częściowo odnowione, a w północnej części została dobudowana krypta króla Wachtanga I Gorgasali.

## Opis
Kształt katedry to niemal archetyp tradycyjnej gruzińskiej świątyni. Centralna konstrukcja na planie zbliżonym do kwadratu ma wysunięte ramiona nadające jej formę krzyża. Całość wieńczy kopuła na wysokim wielobocznym bębnie (odrestaurowana w 1657). Za budulec posłużył żółty tuf wulkaniczny z leżącego na południowy zachód miasta Bolnisi. Napis na północnej ścianie podaje datę wybudowania oraz wspomina królewicza Wachtanga VI, który wzniósł kopułę i dach monasteru. Są tu dwie dzwonnice, pierwsza znajdująca się w północnej części katedry, wybudowana została w XV wieku przez króla Aleksandra I Wielkiego. Druga zaś, powstała w 1812, znajdująca się od zachodniej strony monasteru, jest jedną z pierwszych budowli w stylu rosyjskiego klasycyzmu w Tbilisi. W latach 1850–1860 powstały freski autorstwa rosyjskiego malarza Grigorija Gagarina. Najlepiej zachowały się w sanktuarium, te w nawie poczerniały i w 2012 były restaurowane. Również w XIX wieku powstał nowy ikonostas, który zastąpił stary drewniany, spalony podczas perskiego najazdu z 1795. Wszystkie 16 okien są ozdobnie oprawione.
W katedrze przechowywany jest krzyż świętej Nino, uznawany za najcenniejszą relikwię Gruzińskiego Kościoła Prawosławnego, dzięki której król Mirian III wprowadził w Gruzji chrześcijaństwo. Replikę krucyfiksu można zobaczyć na ścianie na lewo od ikonostasu. Oryginał też znajduje się w świątyni, ale nie można go oglądać. W katedrze przechowywany jest także cudotwórczy kamień, który przyniósł z pielgrzymki do Jerozolimy mnich Dawid z Garedży – jeden z tzw. Trzynastu Ojców Syryjskich, którzy w VI wieku krzewili chrześcijaństwo. Co roku z okazji odpustu, kamień jest uroczyście przenoszony do założonego przez mnicha monastyru Dawit Garedża.

## Galeria

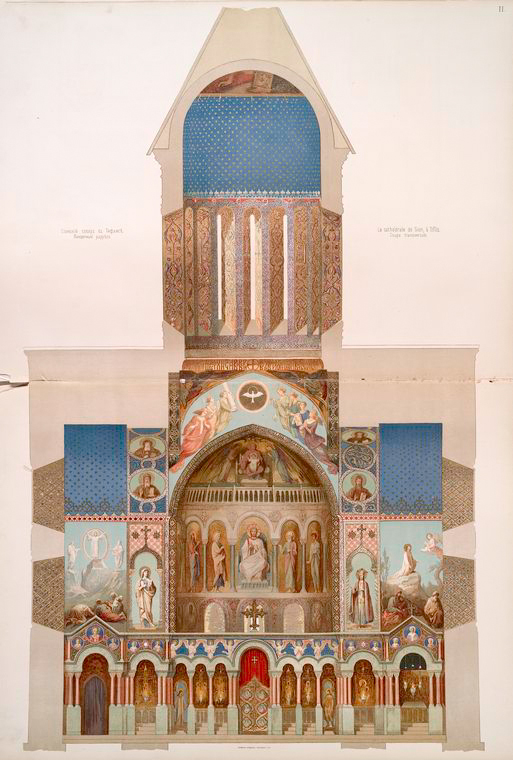
Plan katedry wg Grigorija Gagarina
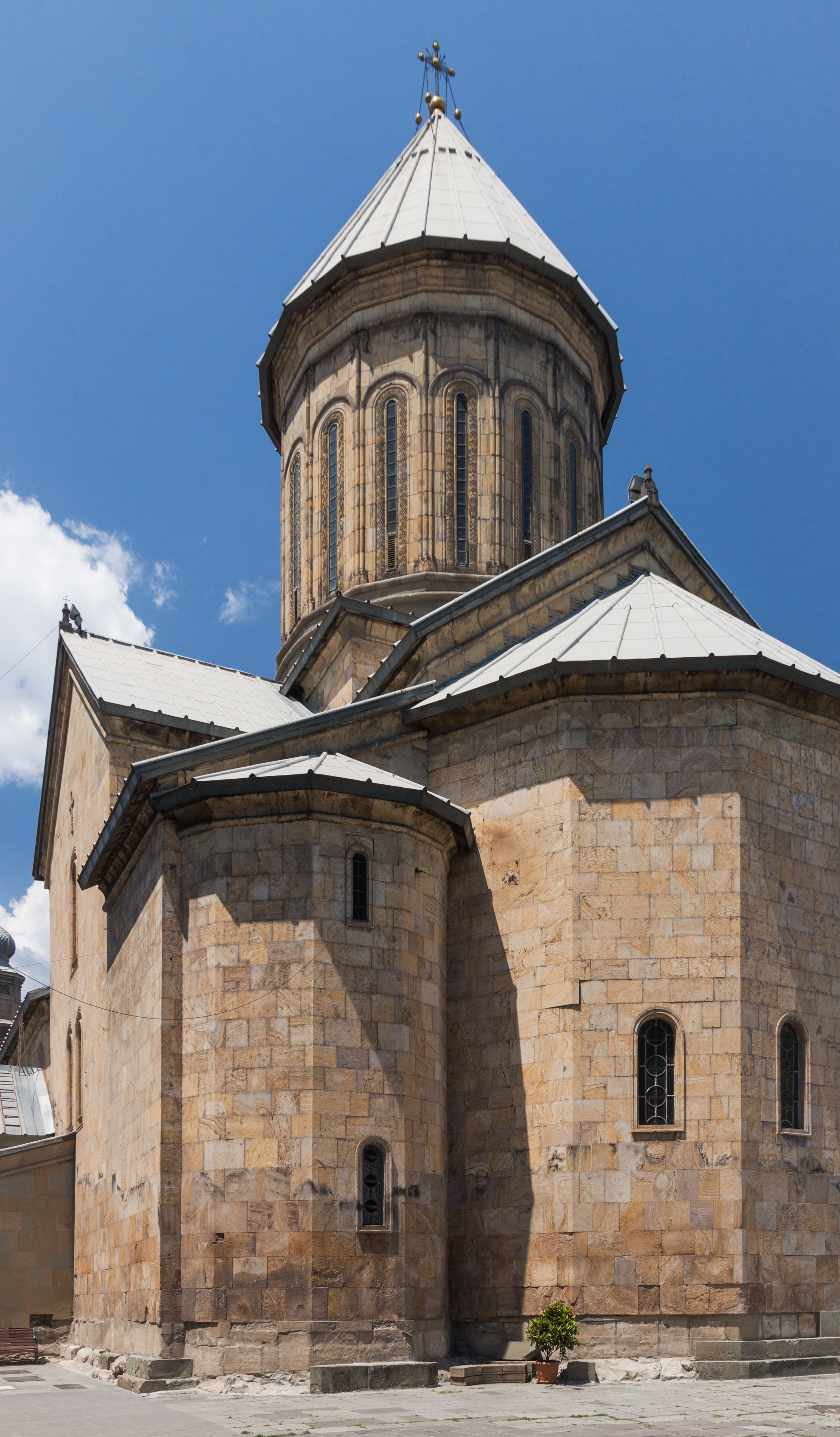
Katedra
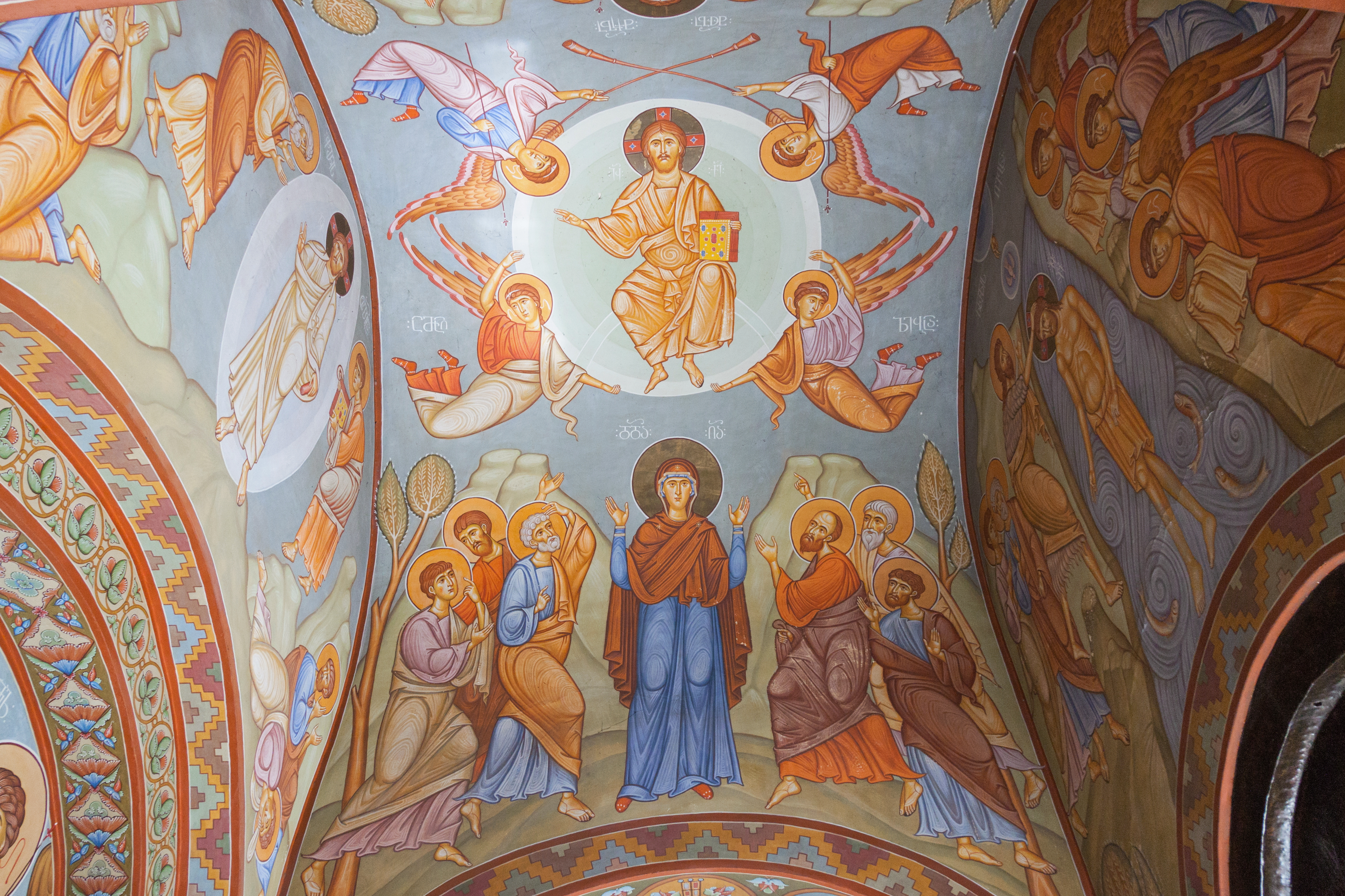
Freski
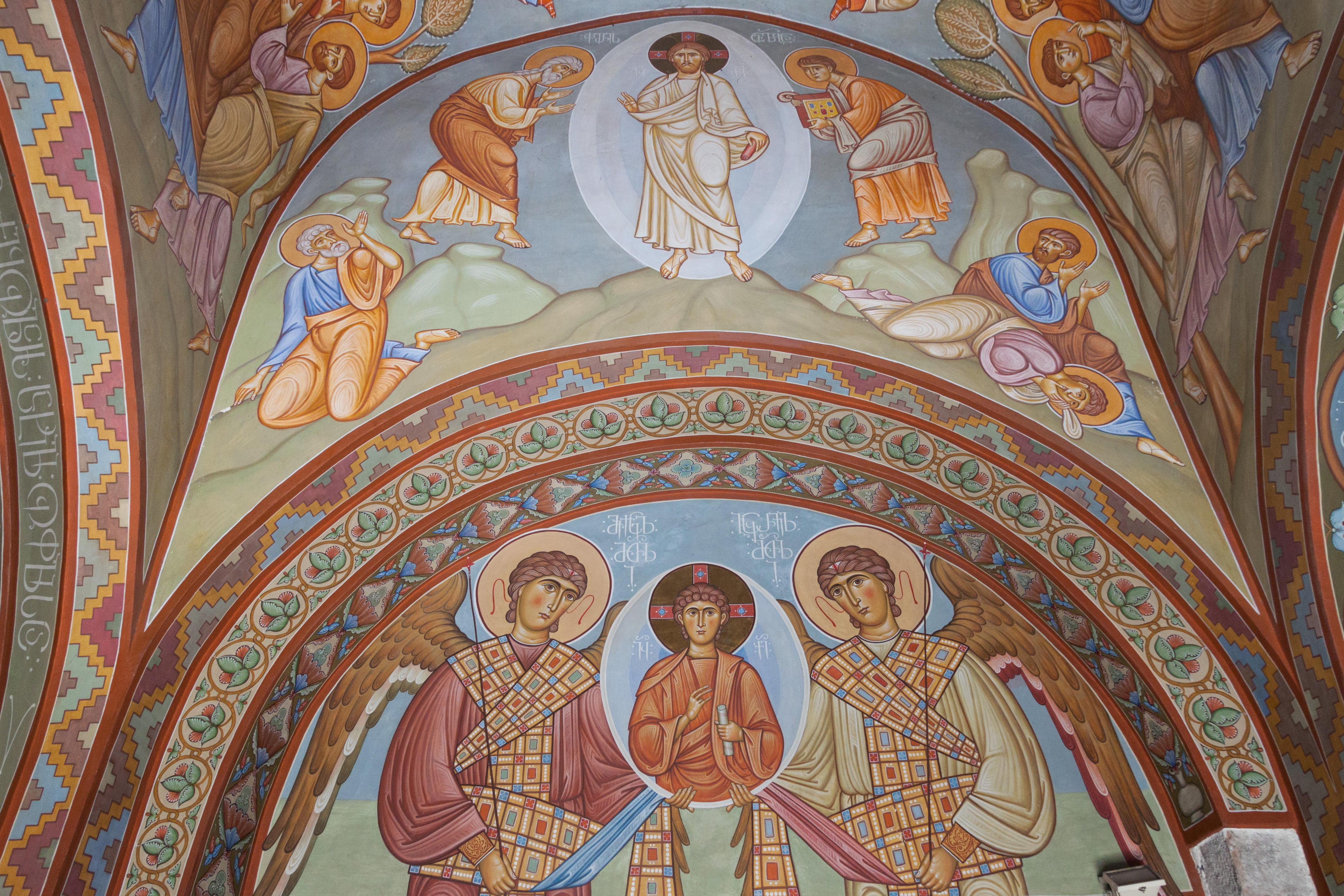
Freski
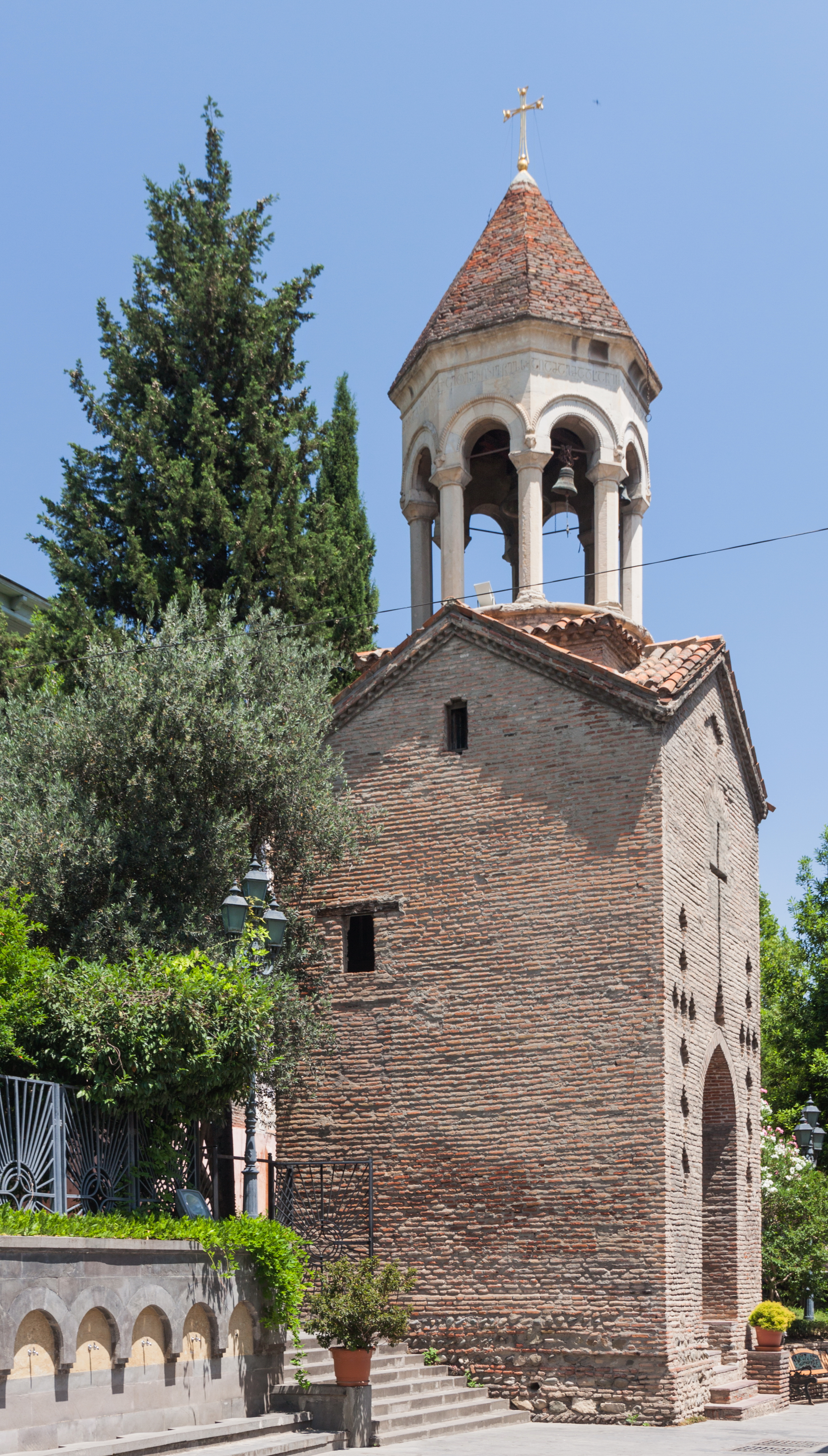
Stara dzwonnica
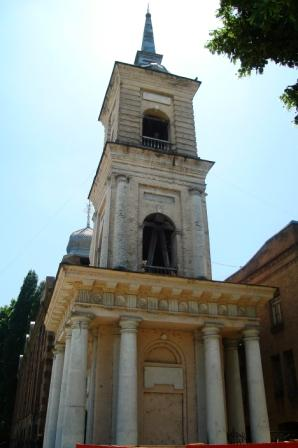
Nowa dzwonnica